# Zalahaláp
Zalahaláp es un pueblo ubicado en el distrito de Tapolca, en el condado de Veszprém, Hungría.

## Superficie
Posee una superficie de 24,13 kilómetros cuadrados.

## Demografía
Hasta 2019 la población era de 1144 habitantes, con una densidad de población de 47,41 habitantes por kilómetro cuadrado.